# 羅伯托·因西涅
羅伯托·因西涅（義大利語：Roberto Insigne；1994年5月11日—）是一位意大利足球運動員，場上司职前鋒，現時效力意乙球隊巴勒莫。他是另外一位足球運動員洛倫佐·因西涅的弟弟。